# Stenopsyche taiwanensis
Stenopsyche taiwanensis is een schietmot uit de familie Stenopsychidae. De soort komt voor in het Palearctisch gebied.